# Ernest André (Entomologe, um 1863)
Ernest André (geboren 1863 oder 1864; gestorben 14. Januar 1911 in Mâcon, Département Saône-et-Loire) war ein französischer Entomologe, der sich mit der Erforschung der Pfauenspinner und dem Seidenbau befasste.

## Leben
Ernest André wuchs als Sohn des Postbeamten Jacques André auf, der Mitglied der Académie de Mâcon war und sich als Erfinder mit der Telegraphentechnik befasste. Ein von ihm entwickelter Telegraph fand jedoch kein Interesse bei seinem Arbeitgeber. Ernest André wurde wie sein Vater Mitarbeiter der Telegraphendirektion. Er litt an einer um 1890 diagnostizierten Herzerkrankung, die schließlich seinen frühen Tod verursachte.

## Forschung
Seit 1896 war Ernest André Mitglied der Académie de Mâcon, der lokalen Gelehrtengesellschaft. Er befasste sich mit der Aufzucht seltener Insekten, namentlich einheimischen und exotischen Seidenspinnern, führte in diesem Rahmen Verhaltensstudien durch, und untersuchte die Möglichkeiten der wirtschaftlichen Nutzung verschiedener Arten im Seidenbau.
André war Gründer und Präsident der Société d’histoire naturelle de Mâcon, Mitglied auf Lebenszeit der Société d’histoire naturelle d’Autun und Sekretär der Société des amis des sciences de Mâcon.
André besaß eine zu seiner Zeit bedeutende Sammlung von etwa 200 Arten der Pfauenspinner in unterschiedlichen Entwicklungsstadien. Dazu gehörten auch Muster der von den Spinnern gewonnenen Seide, die André zur Beurteilung der Materialqualität und der Eignung für die wirtschaftliche Nutzung verwendete.

## Auszeichnungen
- Officier d’Académie[2]

## Dedikationsname
Cricula andrei Jordan

## Veröffentlichungen (Auswahl)
André war Herausgeber des Bulletin de la Societé naturelle de Mâcon. Er verfasste annähernd 50 Veröffentlichungen zur Entomologie, zum Seidenbau und zur Mykologie.
- Catalogue analytique raisonné des lepidoptères de Saône-et-Loire et des departements limitrophes. In: Bulletin de la société d’histoire naturelle d’Autun 1903, Band 16, S. 1–82, Teil 1; Band 17, S. 177–267, Teil 2.
- Tableaux analytiques illustrés pour la détermination des lépidoptèresde France, de Suisse et de Belgique. Erschienen von 1899 bis 1915 in Miscellanea entomologica.
- Les champignons comestibles de Saône-et-Loire, Mâcon 1904.
- Elevage des vers à soie sauvages. Erschienen 1907 im Bulletin de la Société d’histoire naturelle de Macon.